# Carlos Renato Frederico
Carlos Renato Frederico, més conegut com a Renato, (Morungaba, Sao Paulo, 21 de febrer de 1957) és un exfutbolista que va jugar l'associació d'un migcampista ofensiu.
Fou jugador de São Paulo, Botafogo, Atlético Mineiro o Nissan Motors / Yokohama Marinos. Fou internacional amb la selecció del Brasil.